# アクア・ヴィテ
「アクア・ヴィテ」 (AQUA VITE) は、2010年1月1日発売の、 ソウル・フラワー・ユニオンのシングル。

## 解説
「アクア・ヴィテ」は、ロックステディ調のリズム、60'sソウル・ミュージック的な主旋律を持つ、ミディアム・テンポのレゲエ・ナンバー。タイトルは、ラテン語で「生命の水」を意味し、蒸留酒のことである。ゲスト・ミュージシャンに、ブラスのBLACK BOTTOM BRASS BAND、パーカッションのミザリート、フルートの赤木りえ、フィドルの松井亜由美らが参加している。
シングルは、この「アクア・ヴィテ」に、忌野清志郎を追悼するRCサクセション・ナンバー「ぼくの好きな先生」、マイケル・ジャクソンとマイルス・デイヴィスを追悼する「ヒューマン・ネイチャー」、曽我部恵一によるダブ・ミックスの「閃光花火」、ニューエスト・モデル時代の代表曲のライヴ音源、ソウルシャリスト・エスケイプの楽曲のライヴ音源などが収録されている。

## 収録曲
1. アクア・ヴィテ
2. ぼくの好きな先生
3. ヒューマン・ネイチャー
4. 閃光花火 〜曽我部恵一の線上ダブ盆唄編
5. 潮の路
6. もっともそうな二人の沸点
7. 日食の街
8. アクア・ヴィテ ＜オルタネイト・モノ・ミックス＞
9. アクア・ヴィテ ＜インスト＞

## 備考
- M-2 RCサクセションのカバー
- M-3 マイケル・ジャクソンのカバー
- M-4 曽我部恵一によるダブ・ミックス
- M-5 ソウル・フラワー・ウィズ・ドーナル・ラニー・バンドの楽曲
- M-6 ニューエスト・モデルの楽曲
- M-7 ソウルシャリスト・エスケイプの楽曲
- M-5〜7 は、ライヴ・レコーディング